# Ilybius bedeli
Ilybius bedeli là một loài bọ cánh cứng trong họ Bọ nước. Loài này được Zaitzev miêu tả khoa học năm 1908.